# Neuenbrook
Neuenbrook (niederdeutsch: Neenbrook, Nienbrook oder Nigenbroke) ist eine Gemeinde im Kreis Steinburg in Schleswig-Holstein.

## Geografie

### Geografische Lage
Das Gebiet der Gemeinde Neuenbrook erstreckt sich im Landschaftsbereich des Naturraums Holsteinische Elbmarschen (Haupteinheit Nr. 671) in dessen Teilraum Krempermarsch südlich von der Münsterdorfer Geestinsel.

### Ortsteile
Siedlungsgeografisch umfasst die Gemeinde mehrere Ortsteile, die im Fachjargon der ortsbezogenen Statistik üblicherweise als Wohnplätze bezeichnet werden. Neben dem für die Gemeinde namenstiftenden Kirchdorf befindet sich (teilweise) auch die Höfesiedlung Muchelndorf und die Fabriksiedlung Schinkel im Gemeindegebiet.

### Nachbargemeinden
Das Gemeindegebiet Neuenbrooks wird eingerahmt von jenen der Gemeinden:
|             | Krempermoor, Dägeling, Lägerdorf            |            |
| Bahrenfleth | Kompassrose, die auf Nachbargemeinden zeigt | Rethwisch  |
|             | Krempe, Grevenkop, Süderau                  | Hohenfelde |

## Politik

### Gemeindevertretung
Bei der Kommunalwahl am 14. Mai 2023 wurden insgesamt neun Sitze vergeben. Diese fielen erneut alle an die Wählergemeinschaft in Neuenbrook. Die Wahlbeteiligung betrug 50,3 %.

## Geschichte

### Neuenbrook von damals bis heute
Wann genau Neuenbrook Ende des 12. oder zu Beginn des 13. Jahrhunderts gegründet wurde, lässt sich mit Sicherheit nicht mehr feststellen, aber erste urkundliche Erwähnungen stammen aus dem Jahr 1237. Ganze 50 Hofstellen gab es da schon in „Neue Bruch“, wie das Dorf genannt wurde. Holländische Deichbau- und Entwässerungsspezialisten sorgten mit einem ausgeklügelten System dafür, dass in dem sehr fruchtbaren Marschenlanden sehr einträgliche Landwirtschaft betrieben werden konnte.
Mitte des 15. Jahrhunderts konnten nicht mehr alle Einwohner in den Bauernhäusern untergebracht werden und so entstand rund um die Kircher ein erster Dorfkern. Im 16. Und 17. Jahrhundert entwickelte sich eine neue Verkehrsinfrastruktur und mit ihr entstanden im Dorf die ersten Handwerksbetriebe, wie Schuster, Schneider, Zimmerleute, Schmiede und Tischler. Auf sogenannten Kätnerhofstellen lebten nun Lohnarbeiter und bewirtschafteten nebenbei eine kleine landwirtschaftliche Fläche.
Im 18. Jahrhundert erlebte Neuenbrook seine erste Blütezeit. Die Landwirtschaft war sehr einträglich und auch die Handwerksbetriebe florierten. Man kam zu Wohlstand, der jedoch im durch Kriegswirren Anfang des 19. Jahrhunderts wieder verloren ging. Wenige Reiche standen vielen Armen gegenüber mit der Folgen von großen sozialen Spannungen.
Nach jahrhundertelanger Zugehörigkeit seit seiner Gründung zum Heiligen Römischen Reich (etwa 235 Jahre), zu Schweden (etwa 10 Jahre) und Dänemark (etwa 425 Jahre) kam es mit der Eingliederung Schleswig-Holsteins ins Preußische und später Deutsche Reich zu einem politischen Neubeginn. Durch Einflüsse der nun einsetzenden Industrialisierung veränderte sich die Dorfstruktur hin zu größeren landwirtschaftlichen Betrieben, mehr Gewerbe und neuen Dienstleistungen. Erste Eisenbahnen erreichten die Region und Verkehrswege wurden ausgebaut.
Auch auf kulturellem Sektor gab es Veränderungen. Die Schule wurde nun preußisch streng, Vereine und Verbände gründeten sich, die Freiwillige Feuerwehr entstand und erhielt zeitgemäße Technik. Nun gab es eine Gemeindevertretung mit Vorsteher und das Amt Neuenbrook entstand. Auch wurde eine neue Kirche gebaut.
Zwei Kriege im 20. Jahrhundert, eine Währungsreform und schließlich die Gründung der Bundesrepublik Deutschland hinterließen tiefe Spuren in der Entwicklungsgeschichte Neuenbrook. Zwar noch immer mit vielen landwirtschaftlichen Betrieben, aber auch einigen Gewerbebetrieben und einem großen Kreideindustriebetrieb hat sich das markante Straßendorf in der Krempermarsch zu einem modernen Ort entwickelt.

#### Neuenbrook im Krieg
Neuenbrook musste vor allem im 17. Jahrhundert oft unter Kriegen leiden.
Im Jahre 1628, im Dreißigjährigen Krieg, zogen die Truppen Wallensteins, die die Festung Krempe eingenommen hatten, über Neuenbrook ab. Dabei plünderten sie die östliche Seite Neuenbrooks und die Kirche und brannten den westlichen Teil des Dorfes ab. Nur der Hof West 29 blieb aus unbekannten Gründen verschont. Zudem wurden die Orgel und das Gestühl der Kirche zerstört und das Pastorat gebrandschatzt; dabei gingen die vorhandenen Kirchenbücher verloren.
Im Schwedenkrieg wurde im Jahr 1644 von den einfallenden Schweden 300 Häuser der Krempermarsch gebrandschatzt, Neuenbrook flutete auf Befehl hin seine Felder.
Im Jahre 1814 fielen Russen und Schweden in die Krempermarsch ein. In Neuenbrook waren russische Truppen stationiert. Obwohl nur in Glückstadt gekämpft wurde, wurde Neuenbrook von Kosaken geplündert. Die Wache der Russen stand „im ersten Haus am Südeingang des Dorfes“. Als die Russen abzogen, hinterließen sie einige Patronenschachteln und Kisten, die erst nach 1900 wiederentdeckt wurden. Im Jahre 1938 wurde davon berichtet, dass sich auch ein russischer Doppeladler im Besitz eines Neuenbrookers befinde, den die Russen anscheinend verloren hatten. Die Spuren aller Hinterlassenschaften der russischen Soldaten sind heute verschollen.
Über die Einquartierungen Dänischer, Cambridger und Windischgrätzer Dragoner im Revolutionsjahr 1848 können mehrere Einzelheiten nachgelesen werden. Ein Neuenbrooker, der zu dieser Zeit 10 Jahre alt war, schrieb seine Erlebnisse in zwei Büchern nieder, die in Privathand blieben und nicht veröffentlicht wurden. Heute sind sie wahrscheinlich verloren. Ein kleiner Auszug findet sich in der Dorfchronik und in der Festschrift des Pastors Walter Lötje. Demnach waren unter anderem „8 schöne 6 Pfünder (2 Haubitzen und 6 Langrohrige), 2 Geschütze mit Föß, 2 mit helbrun, 2 mit dunkelbrun, 2 mit schwarte befannt“ sowie „90 Mann und 80 Peer“ in Neuenbrook stationiert.
Im Ersten Weltkrieg fielen 49 Neuenbrooker. Zum Zweiten Weltkrieg wurden keine Zahlen veröffentlicht, doch ist bekannt, dass im Juni 1942 Brandbomben in Neuenbrook-Ost fielen, die zwei Höfe ansteckten, von denen einer vollkommen niederbrannte, und dass Jagdflugzeuge gezielt auf Kühe und Menschen schossen.

### Gilden und Vereine
In Neuenbrook gibt es mehrere Gilden und Vereine. Die Dorfgilde wurde am 27. November 1616 gegründet und feierte 1991 ihr 375-jähriges Bestehen mit dem Herausbringen eines Buches. 1660 wurde die Kodekrieper Gilde gegründet, als letztes die Korngilde 1667. Zudem gibt es den Sportverein Neuenbrook-Rethwisch, der am 23. Juli 1953 gegründet wurde.

### Wappen
Blasonierung: „In Silber ein schreitender blauer Schwan mit erhobenen Flügeln und roter Bewehrung.“
Neuenbrook zählt zu den sogenannten sieben Kremper-Marsch-Dörfern. Diese Gemeinden haben ein einheitliches Wappen. Mehr dazu siehe Amt Krempermarsch.

### Neuenbrooker Persönlichkeiten
- Wundermann Bestmann (um 1600): Um das Jahr 1600 herum ist ein in Neuenbrook ansässiger Wunderheiler nachgewiesen, dem nachgesagt wurde, er könne Wunden nur durch Reden heilen. Ein angeblicher Fall ist überliefert. So sagte er, als jemand wegen eines Falls von schweren Blutungen um Hilfe bat: „Gah man na Huus, dat Blod is still!“ (Geh mal nach Hause, das Blut ist still) und der Patient hörte auf zu bluten, als er diese Worte sprach.[2]

- Jakob Olde (1785–1840): Holstein war das erste Land, das Deutschland, Frankreich und Italien mit Pferden belieferte, mit dem Holsteiner Marschpferd.[2][10] Jakob Olde war bekannt für die Schönheit seiner Pferde, dem Holsteiner Marschpferd und vor allem Englischen Zuchthengsten. Er besaß 1837 vierzig Zuchthengste, von denen die Hälfte mit dem höchsten Prädikat geehrt wurde. Berühmt wurde er durch ein großes Netz von Handelsbeziehungen in der ganzen Welt. Schon drei Jahre später, 1840, besaß Olde 150 Hengste. Sein bester Hengst belegte 80–90 Stuten jährlich. Olde hatte großen Einfluss auf den Pferdehandel des gesamten Kreises, so dass er 1839 in den Vorstand des „Itzehoer Vereins zur Verbesserung der Pferdezucht“ gerufen wurde. Durch ihn wurden Neuenbrooks Pferde weltbekannt.[10][2]

- Simon Wieckhorst (1838–1930) wurde als erster Neuenbrooker Chronist bezeichnet. Er war 1838 geboren worden und hatte damit die Glanzzeit Neuenbrooks miterlebt, die er schriftlich auf Plattdeutsch festhielt, bevor er 1930 verstarb. Er bemühte sich sehr darum, die Neuenbrooker Geschichte zu übermitteln.[10][2]

- Walter Lötje (1908–1964): Die erste in größeren Auflagen erhältliche Chronik wurde am 17. Oktober 1937 vom Pastor Walter Lötje zur 700-Jahr-Feier geschrieben.[2][10][8] Darin bemängelte er, dass es bisher keine allumfassende Chronik gab, und dass das von ihm geschriebene, 70 Seiten umfassende Heft schlicht nicht ausreicht, um ganz Neuenbrook zu beschreiben. Er fügte hinzu, ein Alteingesessener müsste die Chronik verfassen. Es vergingen 50 Jahre, bis im Jahr 1987 eine komplett ausgearbeitete Chronik erschien. Pastor Lötje erlebte dies nicht mehr.[10][2][8]

- Karl Hermann Wieckhorst (1927–2008): K. H. Wieckhorst war gebürtiger Neuenbrooker. Er war jahrelang Bürgermeister Breitenburgs und gründete mehrere Vereine, unter anderen den Fußballverein BSC Nordoe.[16] Er war Träger des Bundesverdienstkreuzes am Bande und wurde für sein Engagement für das Jägerbataillon 67 zum Ehrenjäger ernannt, wurde zum Paten des Jägerbataillons und zum Träger des Ehrenkreuzes der Bundeswehr in Gold.[17]

## Bebauungsgeschichte
Neuenbrook wurde 1237 zusammen mit Bole, Rethwisch, Audeich und Grevenkop erstmals erwähnt. Es ist ein Reihendorf, das in Neuenbrook-Ost und -West unterteilt ist, wobei der östliche Teil älter ist. Diese zwei Teile sind wiederum unterteilt in einen nördlichen und einen südlichen Abschnitt. Jeder dieser rechteckigen Abschnitte ist 3 × 1 Kilometer groß. Die westlichen Abschnitte hießen Kodekriep und Bahtenviertel, die östlichen Abschnitte Oldendorp und Gosau.

### Die Katharinenkirche
Die Kirche ist nach der heiligen Katharina von Alexandria benannt. Die alte Kirche wurde 1890 abgebrochen, und schon 1891 wurde die heutige, neugotische Kirche von den Architekten Schmidt und Wurzbach erbaut und im selben Jahr eingeweiht. Ein Bild der alten Kirche ist in der Dorfchronik Neuenbrooks zu sehen. Sie hatte keinen Glockenturm, wie es üblich war, sondern einen hölzernen Glockenturm, der neben dem Eingang der Kirche stand. 1894 wurde zudem der Friedhof erweitert. Im Frühjahr 1919 wurde eine Gedenktafel mit den Namen aller 49 Neuenbrooker Gefallenen des Ersten Weltkrieges links und rechts des Eingangs angebracht. Zur Einweihung erschienen 450 Leute. Zum 100. Geburtstag der Kirche am 15. Juni 1991 verfasste der Pastor eine Festschrift in einer Auflage von 1000 Exemplaren, in der die gesamte bekannte Kirchengeschichte geschildert wird.

### Die Bauernhöfe Neuenbrooks
Neuenbrook war zur Bebauung ein reines Bauerndorf. Die 50 ersten Gründungs-Bauernhöfe wurden ausschließlich auf der Südseite der schnurgeraden Dorfstraße errichtet. Zwei Gründungshöfe waren Neuenbrook West 29 und der Rohlfsche Hof. Zum Schutz vor Hochwasser wurden alle Höfe auf Wurten errichtet, die bis zu zwei Meter hoch waren. Jedem Hof wurde südliches und nördliches Land zugeteilt, so dass auf dem südlichen Marschboden Felder angelegt und auf dem nördlichen Land Vieh gehalten werden konnte. Im Dreißigjährigen Krieg wurden mit der Kirche alle Aufzeichnungen früherer Zeit zerstört, weswegen für die Zeit vor 1628 kaum Quellen über die Entwicklung der Landwirtschaft vorliegen. Doch bestand in Neuenbrook bis 1460 kein Lehenswesen oder Ähnliches. Die Bauern Neuenbrooks hatten freie Hand und hatten keine Steuern zu zahlen, konnten sich also ungehindert wirtschaftlich festigen. Ab 1460 allerdings wurde nicht mehr das Holländische Recht, sondern das Holstenrecht eingeführt. Von da an entschieden nicht mehr Schulten und Schöffen, sondern Kirchspielvögte. Der Kirchspielvogt Neuenbrooks saß auf dem „Vogtspflug“, heute West 39. Von da an wurden Abgaben verlangt und die Regelungen für die Bauern drastisch verschärft. Trotzdem gilt als Blüte- oder Glanzzeit Neuenbrooks die Zeit zwischen 1730 und 1800, laut anderen Quellen von 1730 bis 1850, in der viele Bauernfamilien wieder zu altem Wohlstand kamen. Im Jahre 1867 bestand Neuenbrook aus 42 Höfen. Im Jahre 1975 befanden sich in Neuenbrook 36 landwirtschaftliche Betriebe, und im Jahre 1998 war deren Zahl auf 19 geschrumpft.

### Windmühlen
In Neuenbrook befindet sich die zum Wohnhaus umgebaute Wohnmühle „Edda“. Diese ist 1874 erbaut worden und ist in einigen Büchern und auf einer Postkarte zu sehen. In einem Dokument von 1349 ist von einer weiteren Windmühle in Richtung des Moores in Münsterdorf die Rede, nahe den Höfen auf der südlichen Seite der Dorfstraße. Diese Kornmühle ist vor 1334 abgebrochen worden.

## Wirtschaft und Verkehr
In Neuenbrook gibt es einige Gewerbebetriebe und ein Betrieb der Kreideindustrie. Zudem befindet sich mit dem „Tanktreff Neuenbrook“ eine Tankstelle der Unternehmensgruppe Hoyer im Bereich der Dorflage.
Die Trasse der Bundesautobahn 23 passiert im Ostteil die Gemarkung Neuenbrook. Das Kirchdorf liegt zentral im Gemeindegebiet an der schleswig-holsteinischen Landesstraße 119 südlich von Itzehoe. Vor dem Bau der Autobahn war dieser Abschnitt Teil der höher geordneten Bundesstraße 5 und zudem einbezogen in die Ferienroute der Grünen Küstenstraße.

## Bilder

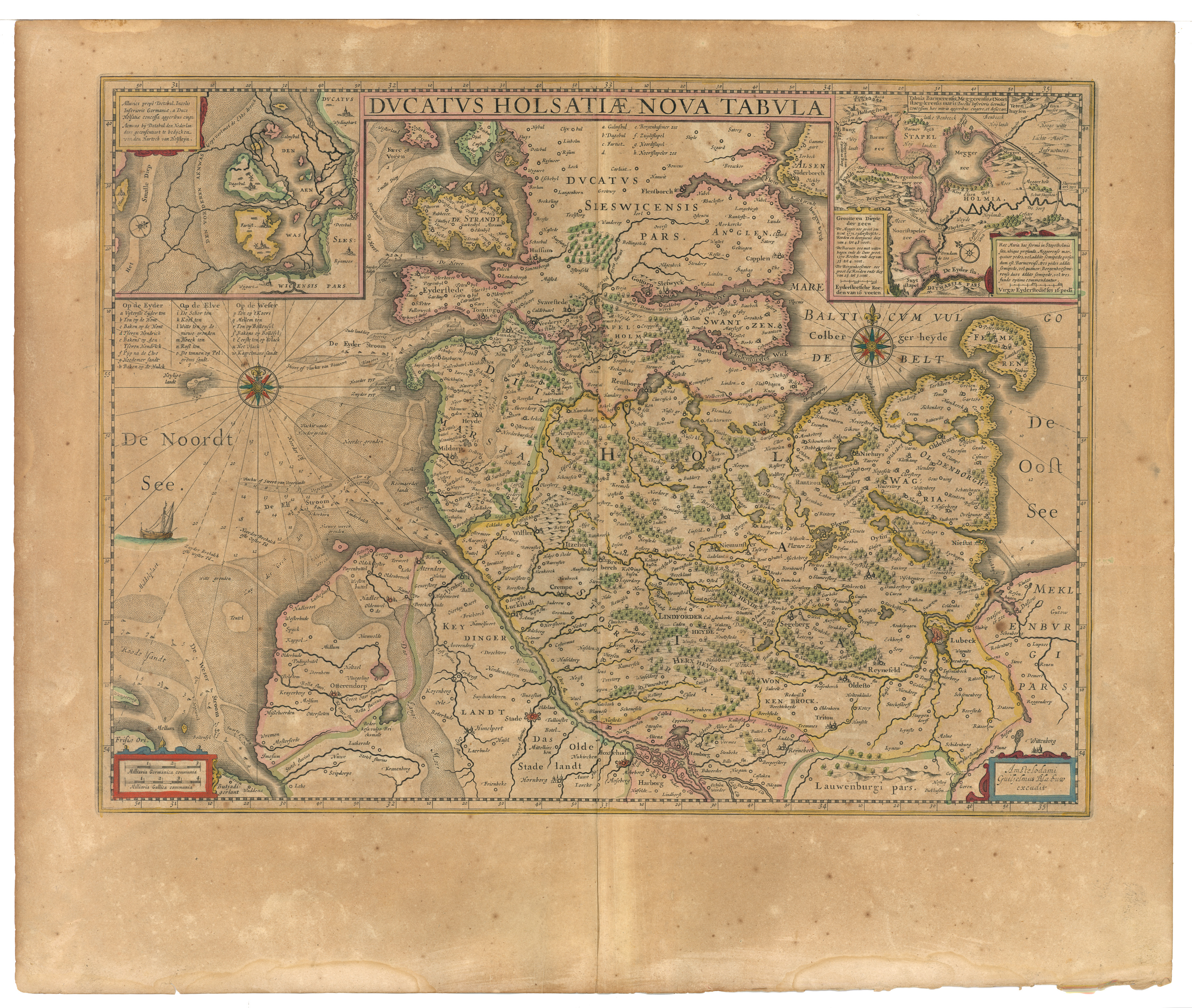
„Nienbrock“ 1645 im Atlas Maior von Blaeu
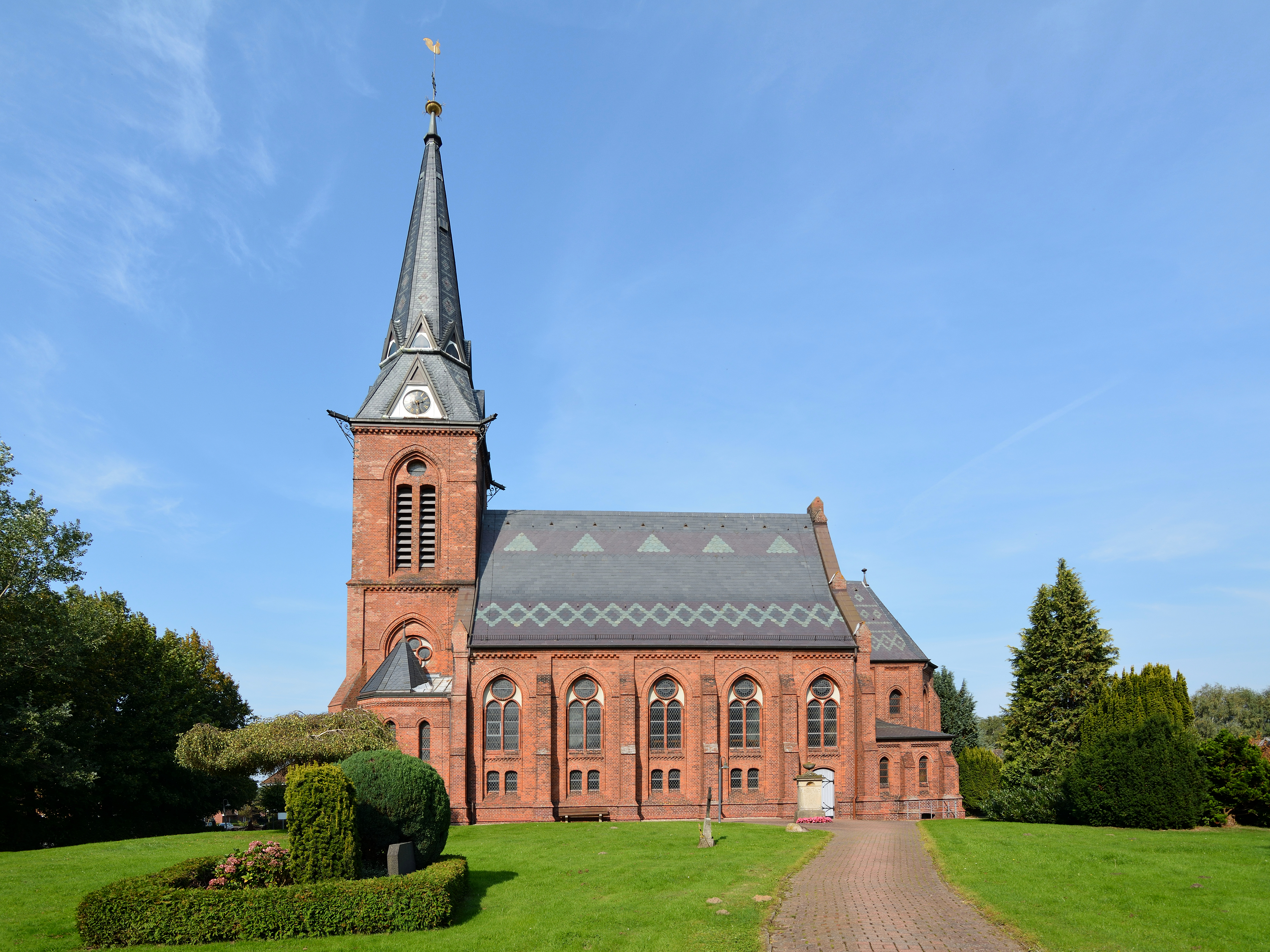
St. Katharinen, Neuenbrook
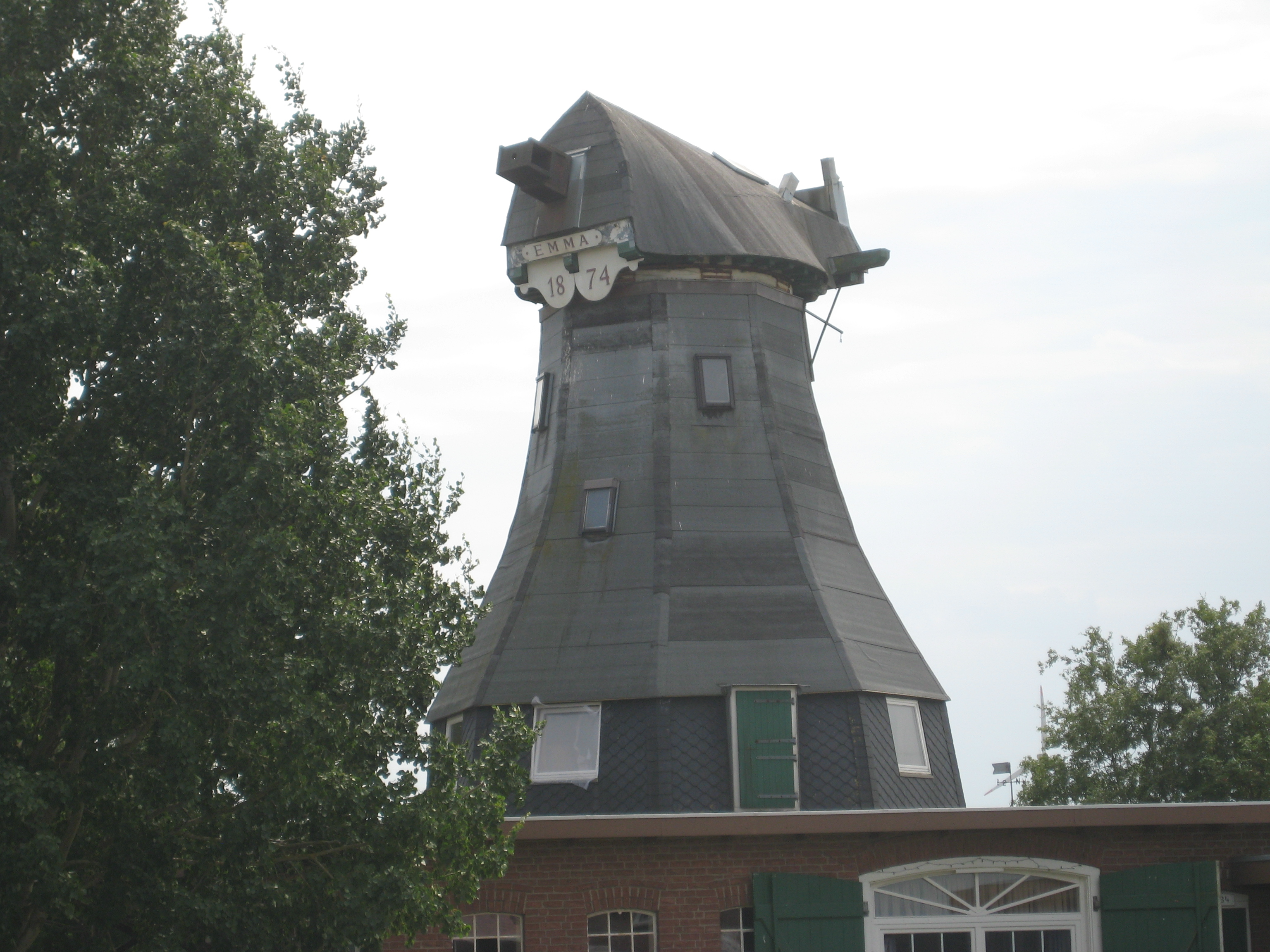
Windmühle Neuenbrook